# Akademický senát Masarykovy univerzity
Akademický senát Masarykovy univerzity (AS MU) je samosprávný zastupitelský akademický orgán Masarykovy univerzity (MU) složený z 55 senátorů, zastoupeni jsou v něm jak učitelé (33 senátorů), tak studenti (22 senátorů). Vznikl v souvislosti s obnovením akademické samosprávy v roce 1990. Podobné akademické senáty mají i jednotlivé fakulty univerzity.
Vnitřně se AS MU člení na komoru akademických pracovníků a studentskou komoru, dále má zřízenou mj. legislativní, ekonomickou a volební a mandátovou komisi. V čele celého senátu pak stojí předseda, volený z řad učitelů a dva místopředsedové, z nichž jeden je akademický pracovník a jeden student. Funkci prvního místopředsedy zastává student.
Členství v AS MU je čestné a neslučitelné s funkcemi rektora, prorektora, kvestora, děkana, proděkana, tajemníka fakulty a ředitele vysokoškolského ústavu. Funkční období trvá tři roky. Senátoři jsou voleni přímo celou akademickou obcí, způsob volby a pravidla jeho zasedání a jednání stanoví Volební řád AS MU a Jednací řád AS MU. Řádné zasedání AS MU se koná nejméně dvakrát za semestr, lze svolat i mimořádné zasedání, jednání je vždy veřejné. Administrativu zajišťuje Rektorát MU a všechny náklady jsou hrazeny z rozpočtu univerzity.

## Pravomoci AS MU
Akademický senát Masarykovy univerzity zejména:
- rozhoduje o zřízení, sloučení, splynutí, rozdělení nebo zrušení součástí MU,
- schvaluje vnitřní předpisy MU a jejich součástí,
- schvaluje rozpočet MU a kontroluje využívání finančních prostředků,
- schvaluje strategický záměr MU, výroční zprávu o činnosti MU a výroční zprávu o hospodaření MU,
- schvaluje návrh rektora na jmenování a odvolání členů vědecké rady MU a disciplinární komise MU,
- usnáší se o návrhu na jmenování rektora, popřípadě navrhuje jeho odvolání z funkce.

Dále se např. vyjadřuje k záměru rektora jmenovat nebo odvolat prorektory či k podnětům a stanoviskům správní rady MU.

## Předseda AS MU
Toto je seznam předsedů akademického senátu od obnovení akademické samosprávy v roce 1990
1. doc. JUDr. Pavel Hungr, CSc. (1990)
2. prof. RNDr. Jan Janča, DrSc. (1991–1993)
3. prof. MUDr. Libor Páč, CSc. (1994–1996)
4. prof. MUDr. Vladimír Palyza, CSc. (1997–1999)
5. doc. PhDr. Lubomír Kostroň, M.A., CSc. (2000–2002)
6. prof. MUDr. Jindřich Vomela, CSc., LL.M. (2002–2006)
7. doc. JUDr. Filip Křepelka, Ph.D. (2006–2011)
8. Mgr. Michal Bulant, Ph.D. (2012–2015)
9. prof. PhDr. Stanislav Balík, Ph.D. (2015-2019)
10. Mgr. Josef Menšík, Ph.D. (2019-2024)
11. doc. Mgr. Petr Najvar, Ph.D. (od 2024)